# Tylko dla...
Tylko dla... – siódmy studyjny album zespołu Apteka wydany w formie digipaku 26 czerwca 2010 przez wytwórnię Fonografika. Okładka przedstawia księdza prałata Henryka Jankowskiego w jednej ręce trzymającego pistolet, a w drugiej widelec nad talerzem.

## Lista utworów
źródło:.
1. „Manifest polityczny” (J. Kodymowski) – 4:38
2. „Mieszkaniec głuchej północy” (J. Kodymowski) – 2:43
3. „Murzynek Bambo” (J. Kodymowski) – 1:45
4. „Naszą ziemią jest morze” (J. Kodymowski) – 1:29
5. „On i ona” (J. Kodymowski) – 1:40
6. „Ostateczne rozwiązanie” (J. Kodymowski) – 2:57
7. „Ballada o Paramonowie” (J. Kodymowski) – 3:01
8. „Ewolucja człowieka” (J. Kodymowski) – 1:41
9. „Wyliczanka” (J. Kodymowski) – 4:52
10. „Korowód” (L. A. Moczulski/M. Grechuta) – 2:15
11. „Luźne rozmowy” (J. Kodymowski) – 2:23

## Skład
źródło:.
- Jędrzej Kodymowski – wokal, gitara
- Janek Witaszek – gitara basowa
- Seweryn Narożny – perkusja